# Placosaris triticalis
Placosaris triticalis là một loài bướm đêm trong họ Crambidae.